# 咸𤨒晶
咸𤨒晶（： Hahm Eun Jeong，1988年12月12日—），藝名𤨒晶（： Eun Jeong）和Elsie（Solo時使用，： El Si，前錯譯作含恩靜、咸恩靜、咸慇晶），韓國女演員、歌手和主持人，韓國女子團體T-ara成員，為隊中的第一任隊長並擔任主唱、主饒舌及領舞。2015年5月7日以個人身分出道。
𤨒晶在七年级时开始学习跆拳道，并在三個不同比赛中獲勝。2007年𤨒晶高中毕业之前，她的妈妈决定辭去𤨒晶所屬的经纪公司钢琴教学工作，專職管理𤨒晶的演艺事业。
𤨒晶最初為兒童演員，早在1995年參演KBS劇集《看新時代不知道大人》，之後一直有參演電視劇和電影。她在某次電影拍攝過程中通過導演介紹與Core Contents Media代表金光洙見面，並加入Mnet媒體當練習生，在T-ara出道前三年已加入公司接受訓練，為T-ara中資歷最深的成員，故在2009年7月29日T-ara正式出道時被選為隊長。

## 表演生涯

### 1995-2009: 职业生涯的起点
在1995年，7岁𤨒晶她参加并赢得了韩国小小姐的选美比赛。同年，她参演了在电视儿童剧《看新时代不知道大人》。 其后，她也在各個电影和韩剧中饰演一些小角色，并参演了少数商业电影。
𤨒晶的演藝出道作為SBS電視劇《饼干老师星星糖》中，劇中她饰演一个高中生。
2007年，𤨒晶在SG Wannabe专辑《Story In New York》的《Gasiri》音樂影片中亮相。之后她继续参演了FT Island的《Thunder》、《Only One Person》和《A Man's First Love Follow Him To The Grave》的音樂影片。

### 2010年：《Coffee House》和《白色：诅咒的旋律（朝鲜语：화이트: 저주의 멜로디）》
𤨒晶出演了Davichi的音樂影片《Time, Please Stop》並于2010年5月6日发行。
在加入T-ara后，她第一部主演电视剧是《Coffee House》，于2010年5月17日至2010年7月17日在SBS电视台播出。
同年7月，𤨒晶被选作惊悚片《白色：诅咒的旋律》 的主角。电影于2010年11月开始拍摄，在2011年6月9日於韩国上映。
𤨒晶和2AM成員赵权、CNBLUE成員郑容和一起录制了SBS电视台的综艺节目Running Man第7期，这期节目于2010年8月22日播出。

### 2011年：《Dream High》、《近肖古王》和《仁粹大妃》
她主演了电视剧《夢想起飛Dream High》，剧中角色为尹白熙。其後又她参演了古裝剧包括《近肖古王》和《仁粹大妃》。又與演員李章宇於MBC綜藝節目《我們結婚了》扮演假想夫妻，又名「鯨魚夫婦」。

### 2012年：《五指》
Core Contents Media公佈𤨒晶會出演電視劇《五指》。然而在8月22日，因和榮退團事件被退出「五指」演出。Core Contents Media於9月27日就此退出戲劇事件對 SBS 《五指》製作群提出起訴。

### 2014年：《無盡的愛》
根據放送關係者透露𤨒晶將加入出演電視劇《無盡的愛》，剧中角色为太初愛，並在8月14日投入拍攝。首集登場為第20集將於8月20日播出。這次為𤨒晶在五指事件後作為在電視回歸的作品。

### 2015年：《今天開始我愛你》和《Micro Love》
特別出演《今天開始我愛你》，作為劇集後半部核心人物出演，剧中角色为閔彩媛，並在7月18日投入拍攝。
另外,10月8日，泰國明星James Ma經理人在社交網絡透露James Ma將與𤨒晶合作首拍《微愛》。10月15日韓國媒體稱𤨒晶首拍泰國電影《微愛》，這次為韓國女團中首次出演泰國電影的藝人。於11月1日前往泰國投入拍攝。

### 2017年：《Mind Memory》和《多樣的兒媳婦》

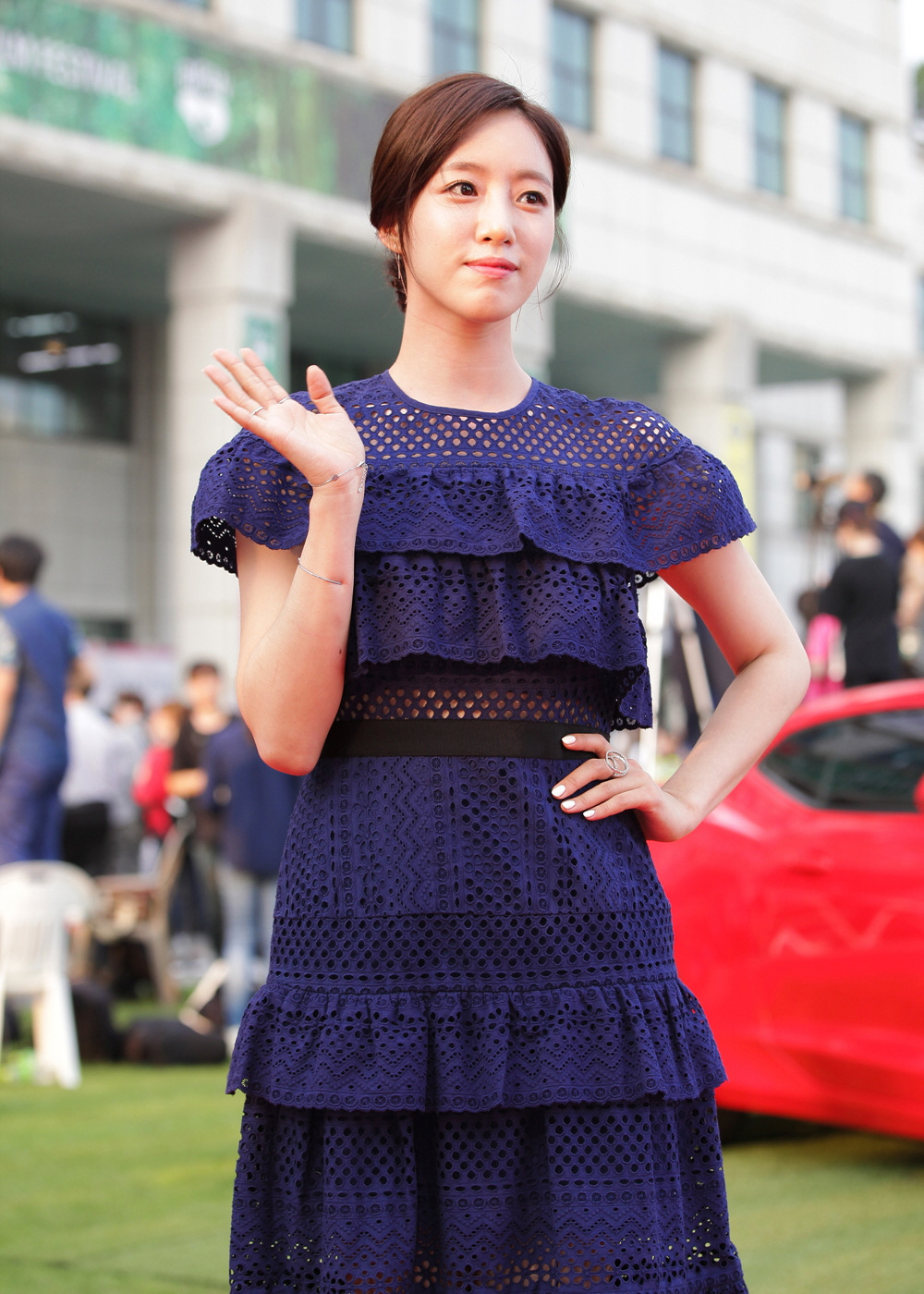
咸𤨒晶於2017年富川國際奇幻電影節

《Micro Love》 改名為 《Mind Memory》，2月22日正式在泰國上映。在2月17日新聞社確認恩靜為即將播映的MBC日日劇《多樣的兒媳》出演，後確認為第一女主角。《多樣的兒媳》在6月5日正式放送。

### 2018年：簽約新經紀公司接演《Lovely Horribly》
於2017年底與合作10年的MBK公司合約到期，2月6日電視劇製作公司UFO Production，宣布與𤨒晶簽訂專屬合約的消息。UFO Production方面表示：「與𤨒晶在作為兒童演員活動時期結緣，公司日後會對𤨒晶給予不遺餘力的支持，讓她自由發揮所有的潛力。對於今後T-ara的活動公司也會盡全力給予支持和協助。」同年6月8日KBS電視台Lovely Horribly製作方確認𤨒晶出演該電視劇，飾演人稱"國寶級女神"的女演員申潤雅。

### 2019年：開設YouTube頻道，主要集中在海外活動
參與了經紀公司UFO Production製作的電視劇，《討厭你，茱麗葉》，特別出演在劇中製作人的角色，名為敏在一角。另外開設了YouTube頻道，記錄自己平常的生活和活動，增加了與粉絲的交流。

### 2020年：簽約新經紀公司Cabin74
於2019年底與前經紀公司UFO Production合約到期，與全新的經紀公司Cabin74宣布與𤨒晶簽訂專屬合約，而𤨒晶為這經紀公司的第一位藝人。

### 2021年：接演KBS1、KBS2日日電視劇、轉換經紀公司、獲得演技大賞女子配角獎
於2021年初確認出演KBS1頻道晚間日日劇《即使被騙也要做夢》，飾演柔道館教練兼單身媽媽韓多發一角。7月與經紀公司Cabin74合約到期成為FA藝人，並於7月29日出道紀念直播中預告：將在初雪來臨前與T-ara成員們團體回歸。9月底傳來與演員經紀公司Management Koo簽約的消息，延續10年前姻緣再次合作。同年10月,於確認出演KBS2頻道晚間日日劇《愛的麻花》,飾演網購中心'麻花'的CEO,繼2017年《多樣的兒媳》後再次擔任日日劇女主角,11月實現與粉絲的承諾與《T-ara》成員們團體回歸發行專輯《Re:T-ara》,年末憑藉著《即使被騙也要做夢》獲得KBS演技大賞女子配角獎。

### 2022年-2023年：KBS2日日劇主演、簽約日本經紀公司、轉換韓國經紀公司
2022年上半年持續主演擔任第一女主角的KBS2日日劇《愛的麻花》，並憑藉此劇入圍KBS演技大賞日日劇女子優秀獎。2022下半年陸續出演綜藝節目，其中出演《運炭古道鄉村飯店》擔任員工，與固定成員李章宇之前在《我們結婚了》節目中作為鯨魚夫婦活躍，相隔10年後再次重逢造成話題。22年9月與日本經紀公司Likey簽約負責日本方面的宣傳，並發行M∞CARD專輯《White Destiny》及周邊商品。
2023年3月起在韓國首爾鐘路區大學路，出演改編自日本劇作家清水邦夫代表作品的舞台劇《更衣室》，飾演角色D獲得好評。同月起於JTBC頻道擔任教育節目《差異Class-我要提問》擔任固定嘉賓。23年4月與經紀公司ASCENDIO簽約，ASCENDIO方面表示:將給予全力支持,使咸𤨒晶在包含演技在內的多樣活動展現能力。

## 音乐事业

### 2009至今: T-ara
𤨒晶2009年7月29日與T-ara成員出道並担任第一任队长，組合中只有她和芝妍接受过表演训练。

### 2015至今：Solo活動

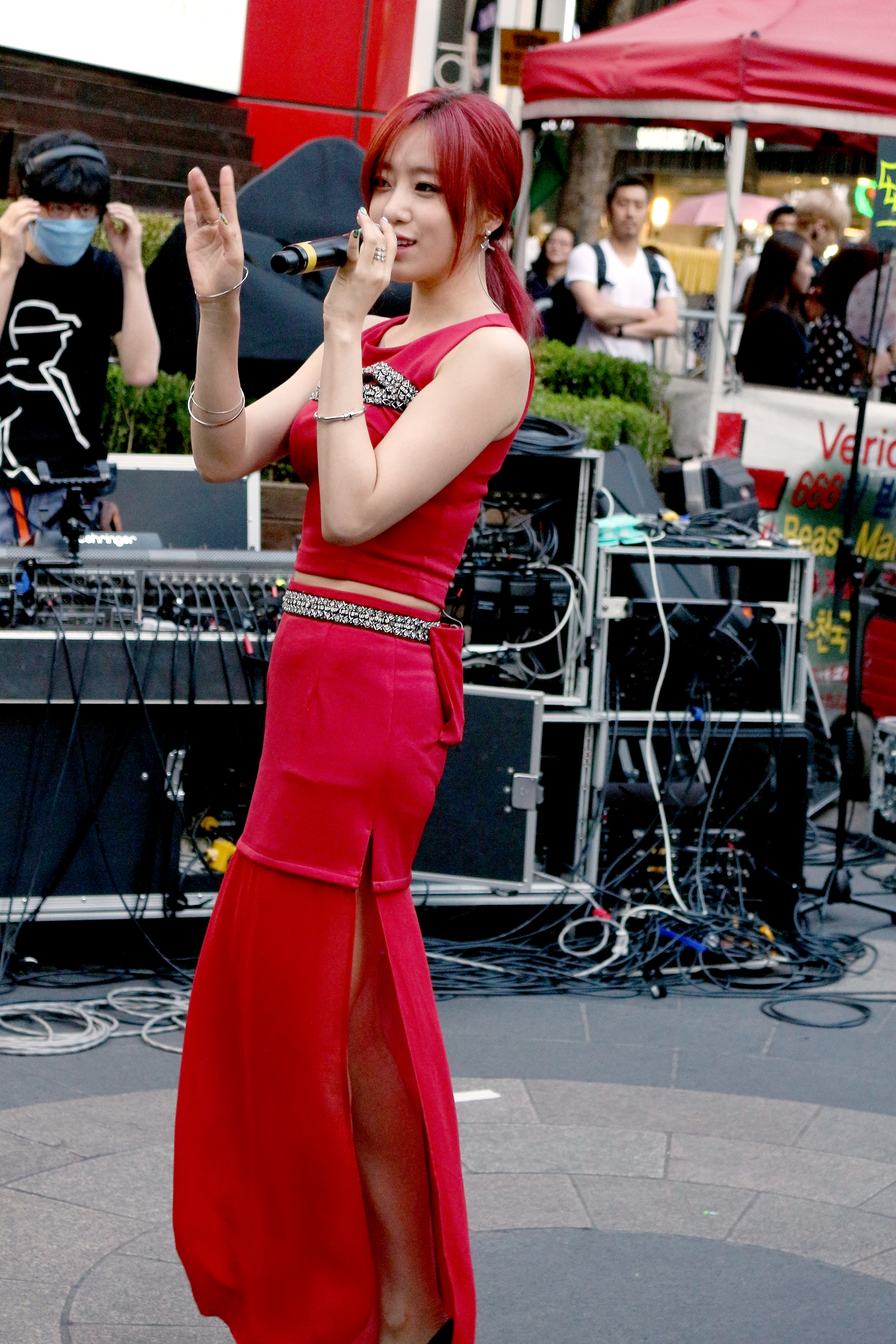
2015年5月31日，𤨒晶（Elsie）在明洞游擊演唱會

- 2015年3月27日，經紀公司表示𤨒晶即將出道。
- 2015年4月29日，經紀公司發表了與 K.Will 合作的出道曲《I'm Good》首支MV預告。
- 2015年4月30日，經紀公司發表了出道曲《I'm Good》的先行MV。
- 2015年5月7日，經紀公司發表了出道曲《I'm Good》的正式MV。
- 2015年5月26日，經紀公司發表了出道曲《習慣了自己過》的中文版。
- 2015年10月14日，發表網劇《甜蜜的誘惑-Only For You》主題曲《Good-bye》。
- 2018年10月31日，發表電視劇《我身後的陶斯》OST《向天空吶喊》。
- 2019年2月28日，發表網劇《討厭你!茱麗葉》OST《你是我的星》。
- 2019年6月12日，發表日本首張出道專輯《Desire》，並展開一週的日本巡迴宣傳。
- 2019年12月10日，發表日本首張Music Card專輯《Sweet Snow》，並在日本進行了2天的宣傳活動。

## 音樂作品
| 年份 | 專輯             | 歌曲                 | 備註                                             |
| 2008 | Color Pink       | 〈Blue Moon〉        | SeeYa、Davichi、Black Pearl                      |
| 2009 | N-Time           | 〈N-Time〉           | 黄正音                                           |
| 2010 | Wonder Woman     | 〈Wonder Woman〉     | 孝敏、SeeYa、Davichi                             |
| 2013 | 《Bunny Style!》 | 〈Dangerous Love〉   | 孝敏、芝妍                                       |
| 2013 | 《Bunny Style!》 | 〈Two as One〉       | 獨唱                                             |
| 2015 | White Snow       | 〈나를 잊지 말아요〉 | 昭妍、The SeeYa玟京、承希、SPEED鍾國、世濬、KI-O |
| 2017 | What's My Name   | 〈Real Love〉        | 獨唱                                             |

### 迷你專輯
| 專輯 | 專輯資料                                                                                | 曲目 |
| 1st  | 《I'm Good 》 - 發行日期：2015年5月7日 - 語言：韓語 - 銷售量: 5,744+                    | 曲目 1. I'm good (Feat.K.Will) 2. 눈물비 3. Love effect 4. I'm good (Solo Ver.) 5. I'm good (inst) 6. I'm good(feat.K.Will)(Bonus Track)                                                                                              |
| ---  | 個人限量專輯《Good Bye (Ep) 》 - 發行日期：2015年10月14日 - 語言：韓語 - 銷售量: 2,552+ | 曲目 1. Good Bye 2. Good Bye (Chinese Ver.) 3. I'm good (Feat.K.Will) 4. I'm good (Solo Ver.) 5. I'm good (inst) 6. I'm good(feat.K.Will)(Bonus Track) 7. 눈물비 8. Love effect 9. Good Bye (inst) 10. Good Bye (Chinese Ver.) (inst) |
| 1st  | 首張日文迷你專輯《DESIRE 》 - 發行日期：2019年6月12日 - 語言：日語 - 銷售量: ---        | <TYPE-A>曲目 【CD】 1. DESIRE 2. あともう少し… 3. 雨の降る日 4. 紡ぎ糸 5. DESIRE (INST) 【DVD】 1. DESIRE (MUSIC VIDEO) 2. MUSIC VIDEO MAKING <TYPE-B>曲目 【CD】 1. DESIRE 2. あともう少し… 3. 雨の降る日 4. 紡ぎ糸 5. DESIRE (INST) |
| 2nd  | Music Card專輯《Sweet Snow 》 - 發行日期：2019年12月11日 - 語言：日語 - 銷售量: ---     | 曲目 1. Sweet Snow 2. Waiting For U 3. Sweet Snow (Instrumental) 4. Waiting For U (Instrumental) - Music Card全12種封面隨機出貨 - 12種封面皆有普通、特殊加工兩種                                                                      |
| 3rd  | M∞CARD專輯《White Destiny》 - 發行日期：2022年12月24日 - 語言：日語 - 銷售量: ---       | 曲目 1. White Destiny 2. White Destiny (Instrumental) - M∞CARD全5封面 |

### 電視劇原聲音樂
| 年份 | 節目                                  | 歌曲            | 長度 |
| 2010 | SBS 《Coffee House》                  |                 | 2:57 |
| 2011 | 白色：詛咒的旋律(電影)                | Pinkdoll-White  | 3:27 |
| 2015 | 《甜蜜的誘惑 Only For You》（網絡劇） | GOOD BYE        | 3:05 |
| 2015 | 《甜蜜的誘惑 Only For You》（網絡劇） | GOOD BYE 中文版 | 3:06 |
| 2018 | MBC 《我身後的陶斯》                  |                 | 4:22 |
| 2019 | SK oksusu 《討厭你，茱麗葉》          |                 | 3:59 |
| 2021 | BbangyaTV 《青春 Recipe》             |                 | 3:10 |
| 2023 | KBS 《是金 是玉》                     |                 | 3:20 |

### 動畫原聲音樂
| 年份 | 節目                | 歌曲             | 長度 |
| 2016 | 愛奇藝 《龍心戰紀》 | Never Lose Heart |      |

## 影視作品

### 電影
| 年份 | 電影                        | 角色        |
| 1999 | 《A-rong's Big Expedition》 | Song-i      |
| 2002 | 《Dodge Go! Go!》           | Min Sang Mi |
| 2002 | 《Madeleine》               | 成慧 (幼時) |
| 2005 | 《野獸與美女》              | 海美        |
| 2006 | 《Ice Bar》                 | Mi Sook     |
| 2006 | 《安靜的世界》              | 敏姬        |
| 2007 | 《在地球上戀愛》            | 尹怡秀      |
| 2008 | 《血之期中考：死題》        | 金智媛      |
| 2011 | 《白色：詛咒的旋律》        | 恩珠        |
| 2011 | 《寄生靈》                  | 客串        |
| 2017 | 《Mind Memory 1.44》        | 金敏智      |
| 2017 | 《失蹤2》                   | 李善英      |
| 2020 | 《I will Song》             | 波浪        |

### 電視劇
| 年份 | 電視台 | 劇名                          | 角色                   |
| 1995 | KBS    | 《看新时代不知道大人》        | Jessica                |
| 2003 | EBS    | 《青年文學-為什麼停住的原因》 | 雅宜                   |
| 2003 | KBS    | 《四舍五入》                  | 藝林朋友               |
| 2004 | SBS    | 《小婦人》                    | Hyun Deuk (幼時)       |
| 2004 | MBC    | 《英雄時代》                  | Layla                  |
| 2004 | SBS    | 《土地》                      | 鳳仙                   |
| 2005 | SBS    | 《餅乾老師星星糖》            | 女學生                 |
| 2005 | SBS    | 《布拉格戀人》                | 健熙的同學             |
| 2005 | MBC    | 《彩虹羅曼史》                | 客串                   |
| 2005 | MBC    | 《可愛還是瘋狂》              | 咸𤨒晶                 |
| 2006 | SBS    | 《宮》                        | 咸𤨒晶                 |
| 2006 | SBS    | 《意外情緣My Love》           | 高中时张美兰           |
| 2008 | SBS    | 《王與我》                    | 吉女                   |
| 2010 | SBS    | 《Coffee House》              | 姜勝妍                 |
| 2010 | KBS    | 《學習之神》                  | 客串                   |
| 2011 | KBS    | 《近肖古王》                  | 真雅一（近仇首王王后） |
| 2011 | KBS    | 《Dream High》                | 尹白熙                 |
| 2011 | JTBC   | 《仁粹大妃》                  | 仁粹大妃（少女時期）   |
| 2014 | SBS    | 《無盡的愛》                  | 太初愛                 |
| 2015 | KBS    | 《今天開始我愛你》            | 閔彩媛                 |
| 2017 | MBC    | 《多樣的兒媳》                | 黃銀星                 |
| 2018 | KBS    | 《Lovely Horribly》           | 申潤雅                 |
| 2021 | Dramax | 《事事件件細胞分裂》          | 安道娜                 |
| 2021 | KBS    | 《即使被騙也要做夢》          | 韓多發                 |
| 2021 | KBS    | 《愛的麻花》                  | 吳索莉                 |
| 2022 | KBS    | 《紅丹心》                    | 中殿尹氏               |
| 2023 | KBS    | 《Drama Special－影子表白》   | 初熙                   |
| 2024 | KBS1   | 《幸運的我們》                | 陳秀智 / 秀京          |

### 網路電視劇
| 年份 | 名稱               | 標題         | 角色        | 註           |
| 2015 | 《甜蜜的誘惑》     | Only For You | EunJin 恩真 | EP3 1部、2部 |
| 2019 | 《討厭你，茱麗葉》 |              | 敏在        | EP12 客串    |
| 2024 | 《塔羅牌》         | 情侶經理     | 陳銀美      | EP2          |

### 音樂影片
| 年份 | 歌曲                            | 歌手               |
| 2007 | 〈恨〉                          | Seeya              |
| 2007 | 〈刺〉                          | SG Wannabe、KCM    |
| 2007 | 〈Love Sick〉                   | FTIsland           |
| 2007 | 〈愛情風暴〉及〈只有一人〉      | FTIsland           |
| 2010 | 〈Time, Please Stop〉           | Davichi            |
| 2010 | 〈Page One〉                    | SG Wannabe、玉珠鉉 |
| 2010 | 〈I Want to Know Goodbye〉      | Hwang Ji Hyun      |
| 2010 | 〈Bbiribbom Bberibbom〉         | 男女共學           |
| 2011 | 〈The Way I Am〉                | ZiA                |
| 2012 | 〈I Know〉                      | 洋蔥               |
| 2015 | 〈Missing You (이별이란 나라)〉 | 高那瑛             |
| 2015 | 〈My destiny (가슴에 내린다)〉  | ISU                |

### 個人粉絲會
| 時間           | 主題                                                                 | 地點 | 註                           |
| 2018年7月7日   | 《Summer Someting》                                                  | 韓國 | 和𤨒晶一起的明朗運動會       |
| 2018年10月14日 | 《Autumn Picnic》                                                    | 韓國 | Global Fan Meeting           |
| 2018年12月15日 | 《I LOV 'e' YOU》                                                    | 韓國 | 𤨒晶的週歲宴                 |
| 2019年5月11日  | 《Spring Trip!》                                                     | 韓國 | 和𤨒晶一起的春遊             |
| 2019年7月13日  | 《Summer Fantasia》                                                  | 澳門 | 1st Fan Meeting in Macau     |
| 2019年10月29日 | 《HORROR NIGHT PARTY》                                               | 日本 | EUN JUNG HALLOWEEN EVENT     |
| 2019年12月12日 | 《EUN JUNG BIRTHDAY DINNER CRUISING EVENT 2019 ～ SPECIAL NIGHT ～》 | 日本 | 於東京灣巡遊船交響樂號舉行   |
| 2019年12月15日 | 《EUNJUNG WINTER PARTY In SEOUL》                                    | 韓國 | 2019 Birthday Party          |
| 2020年2月11日  | 《EUN JUNG Valentine's TOUR》                                        | 日本 | 因2019冠狀病毒病疫情取消     |
| 2020年9月26日  | 《溫Stage》                                                          | 韓國 | 1st Gallery Fanmeeting       |
| 2020年12月13日 | 《A Lovely Day》                                                     | 韓國 | 因2019冠狀病毒病疫情取消     |
| 2021年12月12日 | 《B-DAY PARTY》                                                      | 韓國 |                              |
| 2022年12月11日 | 《B-DAY PARTY》                                                      | 韓國 |                              |
| 2023年9月22日  | 《LOVE!PUNCH?》                                                      | 日本 |                              |
| 2023年12月10日 | 《Halzion》                                                          | 日本 | Special Birthday Dinner Show |
| 2023年12月17日 | 《B-DAY PARTY》                                                      | 韓國 |                              |

### 舞台劇
| 時間                       | 戲名         | 角色   | 演出地點             |
| 2020年8月7日-2020年8月16日 | 《悲慘世界》 | 珂賽特 | 藝術殿堂             |
| 2023年3月4日-2023年5月14日 | 《更衣室》   | D      | 西京大學表演藝術中心 |

## 主持
- 2011年7月14日   Mnet 《M!Countdown》
- 2011年12月31日   MBC 《2011 MBC 歌謠大戰》
- 2013年1月30日-8月28日   MBC 《Show Champion》
- 2014年3月19日   MBC 《Show Champion》
- 2014年10月14日   《Mnet Super Concert 2014》
- 2015年5月12日-6月2日   SBS MTV 《THE SHOW》代班主持

## 特別主持
- 2012年7月27日   KBS2《Music Bank》
- 2014年2月8日   SBS MTV 《THE SHOW》(與 SPEED)
- 2015年5月23日   《Dream Concert 2015》
- 2018年11月11日   《K-Girls FES by MORE ME》

## 獎項

### 大型頒獎禮獲獎獎項
| 年份   | 名稱                 | 獎項                      | 作品             | 結果 |
| 2004年 | SBS演技大賞          | 童星獎                    | 土地             | 獲獎 |
| 2010年 | SBS演技大賞          | 新人獎                    | 咖啡屋           | 獲獎 |
| 2011年 | MBC放送演藝大賞      | 實境部門女子新人賞        | 我们结婚了       | 獲獎 |
| 2016年 | 第4屆音悦V榜年度盛典 | 韩国最具人气歌手奖        | 不適用           | 提名 |
| 2016年 | 第4屆音悦V榜年度盛典 | 韩国最佳女歌手獎          | I'm Good         | 獲獎 |
| 2017年 | ShinFilms藝術電影節  | 人氣獎                    | 不適用           | 獲獎 |
| 2017年 | MBC演技大賞          | 新人獎                    | 多樣的兒媳       | 提名 |
| 2017年 | MBC演技大賞          | 連續劇部門 女子優秀演技獎 | 多樣的兒媳       | 提名 |
| 2021年 | KBS演技大獎          | 女子配角獎                | 即使被騙也要做夢 | 獲獎 |
| 2022年 | KBS演技大獎          | 日日劇女子優秀獎          | 愛的麻花         | 提名 |

## 外部連結
- 咸𤨒晶的X（前Twitter）
- 咸𤨒晶的Instagram帳戶
- 咸𤨒晶官方的Instagram帳戶
- 咸𤨒晶的新浪微博
- 咸𤨒晶的Cyworld專頁
- bilibili上的咸𤨒晶在bilibili的第一條視頻
- YouTube上的咸𤨒晶頻道